# Rosa corymbulosa
Rosa corymbulosa — вид рослин з родини розових (Rosaceae); поширений у Китаї.

## Опис
Кущ заввишки 1.3–2 м. Гілочки круглі в перерізі, прямі або злегка зігнуті, голі; колючки відсутні або рідкісні, прямі, короткі, до 5 мм, міцні, поступово звужуються до основи. Листки включно з ніжкою 5–13 см; прилистки в основному прилягають до ніжки, плоскі, вільні частини яйцюваті, край залозисто-запушений, верхівка загострена; ребро й ніжка рідко запушені, залозисто-запушені, часто з крихітними колючками; листочків 3–5, рідше 7, яйцювато-довгасті або еліптичні, 2.5–6 × 1.5–3.5 см, знизу запушені й блідіші, зверху голі, основа округла або клиноподібна, край подвійно або просто пилчастий, вершина гостра або округло-тупа. Квітки численні або декілька, у зонтикоподібних щитках, рідко поодинокі, 2–2.5 см у діаметрі; квітконіжка 2–4 см; приквітки яйцюваті або яйцювато-ланцетні; чашолистків 5, яйцювато-ланцетні; пелюстків 5, червоні, біля основи білі, широко обернено-серцеподібні. Плоди яскраво-червоні, кулясті або яйцюваті, ≈ 8 мм у діаметрі, зі стійкими випростаними чашолистиками.
Період цвітіння: червень — липень. Період плодоношення: серпень — жовтень.

## Поширення
Поширений у північно-центральному й південно-центральному Китаї (Ганьсу, Хубей, Шеньсі, Сичуань).
Населяє ліси, зарості, чагарники, схили, береги річок; на висотах 1600–2000 м.